# Haploglossa marginalis
Haploglossa marginalis – gatunek chrząszcza z rodziny kusakowatych i podrodziny rydzenic. Zamieszkuje Europę.

## Taksonomia
Gatunek ten opisany został po raz pierwszy w 1806 roku przez Johanna L.Ch.C. Gravenhorsta pod nazwą Aleochara marginalis.

## Morfologia

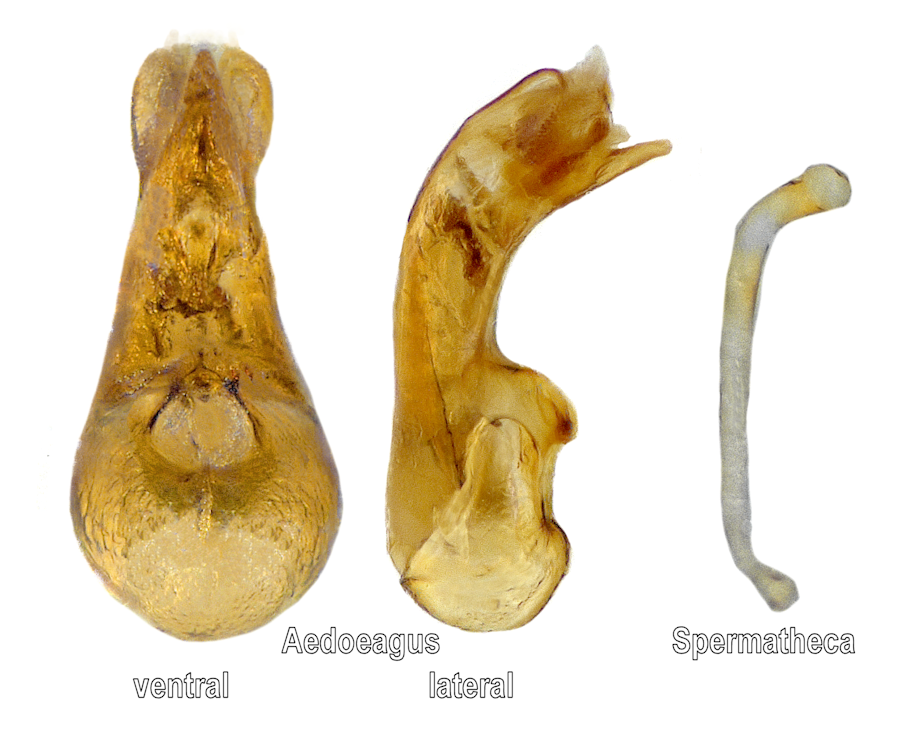
Genitalia

Chrząszcz o wydłużonym ciele długości od 3 do 3,5 mm. Głowa jest czarnobrązowa do czarnej, szagrynowana, drobno i stosunkowo rzadko punktowana. Czułki są brązowe z jasnorudożółtymi podstawami i ostatnim członem; środkowe człony są szersze niż dłuższe. Głaszczki szczękowe budują cztery człony, z których ostatni jest wrzecionowaty i pozbawiony modyfikacji. Wargę dolną cechuje niewykrojony na szczycie języczek. Przedplecze jest poprzeczne, szersze od głowy, najszersze za środkiem długości i ku przodowi silniej zwężone niż ku tyłowi. Ubarwienie ma czarniawobrązowe do czarnego z żółtoczerwonymi, rozległymi plamami w kątach tylnych oraz wąsko, żółtoczerwono obrzeżonymi krawędziami tylną i bocznymi. Jego powierzchnię rzeźbi szagrynowanie oraz drobne punkty rozstawione na odległości znacznie większe niż ich średnice. Pokrywy są jasnorudożółte z przyciemnionymi krawędziami bocznymi, i przyciemnionym, wyraźnie obrzeżonym szwem. Odnóża są jasnorudożółte, o smukłych stopach. Odwłok ma zasadniczo równoległe brzegi boczne, a jego powierzchnia jest przynajmniej na przedzie gęsto punktowana. Tergity są czarnobrązowe do czarnych, na tylnych krawędziach rudożółto rozjaśnione.

## Ekologia i występowanie
Owad rozmieszczony od nizin po niższe podgórza. Jest nidikolem. Zasiedla gniazda ptaków, najchętniej w dziuplach, ale także gniazda na gałęziach, naziemne i w skrzynkach lęgowych. Zimę spędza w próchnowiskach, pod luźną korą, w porastających pnie i pniaki mchach oraz wśród opadłych liści zgromadzonych u nasady pni.
Gatunek palearktyczny, europejski, znany z Wielkiej Brytanii, Francji, Belgii, Holandii, Niemiec, Szwajcarii, Austrii, Włoch, Danii, Szwecji, Norwegii, Finlandii, Estonii, Litwy, Polski, Czech, Słowacji, Węgier, Rumunii, Bośni i Hercegowiny oraz północnoeuropejskiej części Rosji. Na „Czerwonej liście gatunków zagrożonych Republiki Czeskiej” umieszczony jest jako gatunek bliski zagrożenia wymarciem (NT).